# Euphranta athertonia
Euphranta athertonia är en tvåvingeart som beskrevs av Permkam och Albany Hancock 1995. Euphranta athertonia ingår i släktet Euphranta och familjen borrflugor. Inga underarter finns listade i Catalogue of Life.